# Drone nông nghiệp

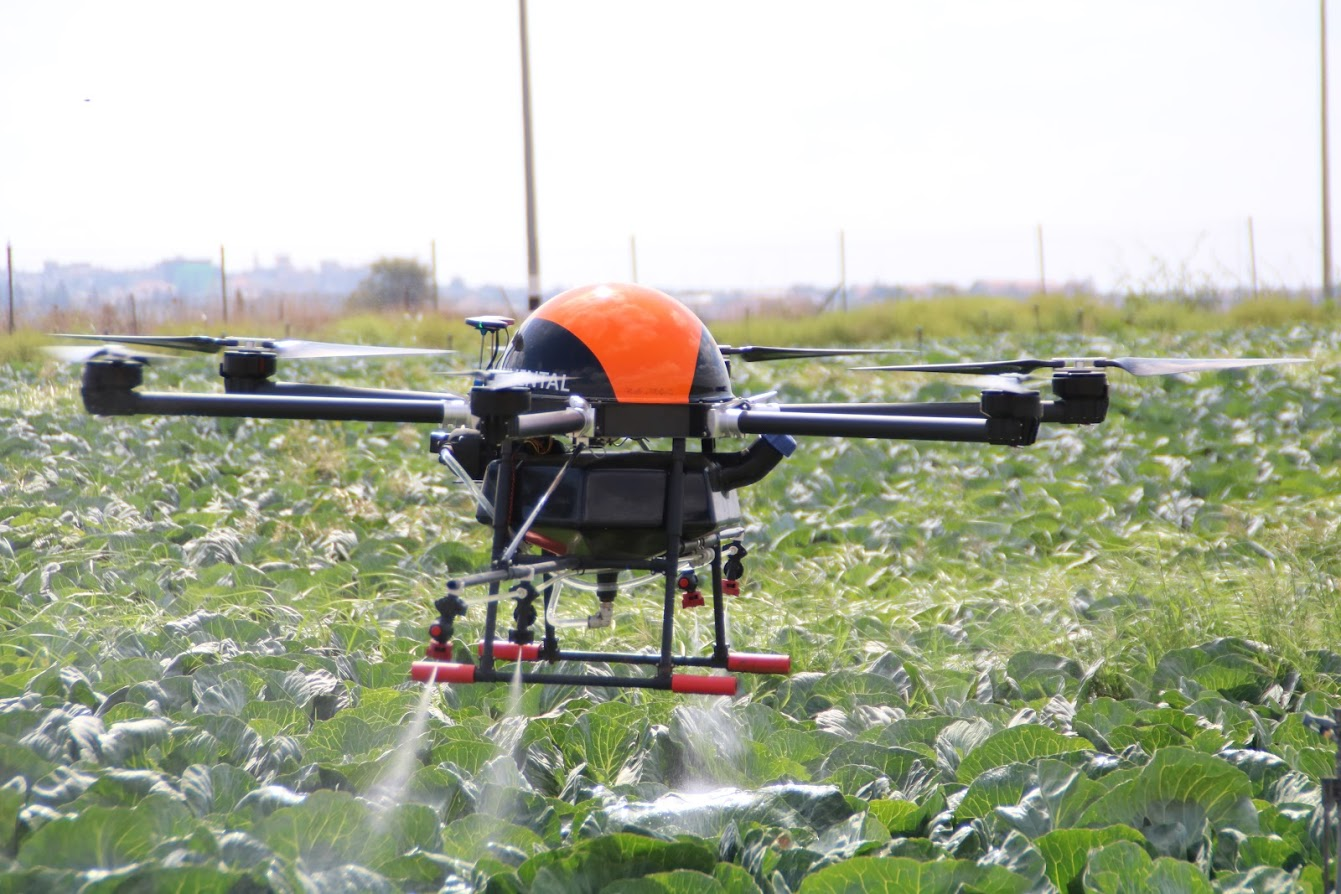
Drone nông nghiệp Israel có thể mang tới 25 Kg, dùng được cho bón phân

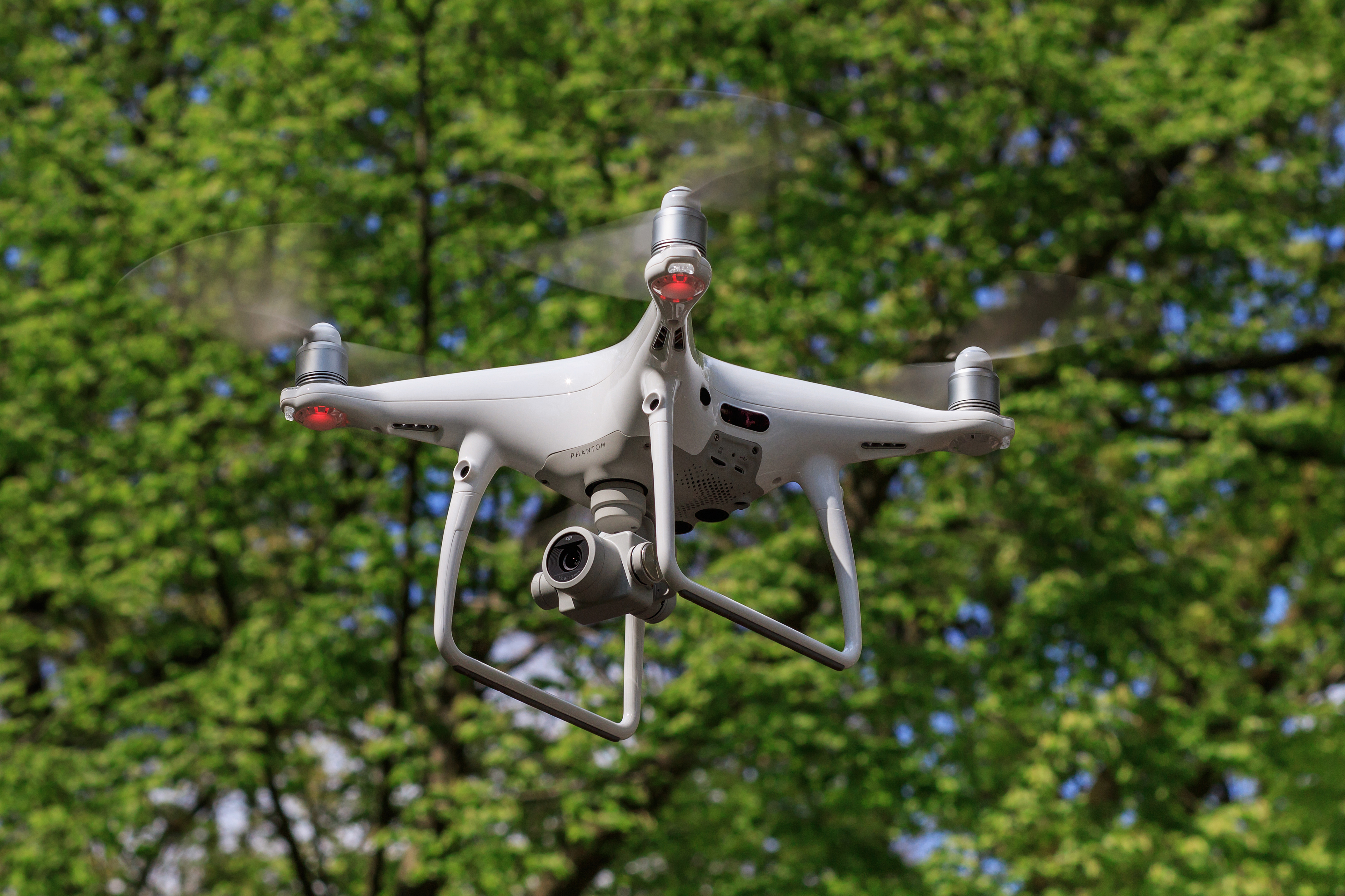
Drone / Flycam Phantom 4 Pro

Drone nông nghiệp hay UAV nông nghiệp là thiết bị bay không người lái sử dụng trong canh tác nhằm giám sát sự tăng trưởng của cây trồng giúp cho tìm biện pháp chăm bón để tăng sản lượng .
Thông qua việc sử dụng các cảm biến tiên tiến và máy chụp ảnh kỹ thuật số đặt trên thiết bị bay không người lái nông dân có thể thu thập hình ảnh phong phú hơn về các cánh đồng rộng lớn của mình. Thông tin thu được từ các thiết bị như vậy rất hữu ích trong việc chọn lựa cách thức tưới và chăm bón, nâng cao hiệu quả của trang trại .
Các drone có tải trọng đủ lớn, cỡ chục kg, được dùng cho bón phân, phun thuốc trừ sâu, gieo hạt,... và đã bắt đầu ứng dụng ở Việt Nam.

## Sử dụng
Công nghệ Drone giúp cho người nông dân ngày nay một phương tiện kiểm soát được trang trại của mình. Nó không thay thế hoàn toàn các chuyến thăm trực tiếp, nhưng giúp giảm số chuyến và tăng lượng thông tin có được. Nhờ đó có thể cắt giảm các yêu cầu về lao động và cả về nguồn lực như nước ngọt và thuốc trừ sâu.
Để lấy hình ảnh các cánh đồng từ trên không, hiện tại có các loại quan sát khác nhau .
- Quan sát ở ánh sáng thông thường như là "mắt của chim". Nó cho thấy các nhu cầu tưới tiêu, sự biến đổi của đất, và tình trạng sâu bệnh và nấm.
- Nếu dùng quan sát đa phổ, những hình ảnh này được sử dụng để hiển thị một tầm nhìn hồng ngoại cũng như một chế độ xem quang phổ. Nó có thể thấy sự khác biệt giữa thực vật khỏe mạnh và không khỏe mạnh.

Các quan sát kết hợp sẽ cho người nông dân thấy tình trạng trang trại mà bình thường khó có thể nhìn thấy bằng mắt thường, giúp nông dân đánh giá sự tăng trưởng của cây trồng, cũng như có biện pháp phù hợp cho sản xuất cây trồng. Ngoài ra, drone có thể khảo sát mùa màng cho nông dân theo định kỳ theo ý thích của họ. Từ một sự lựa chọn hàng tuần, hàng ngày hoặc mỗi giờ, nông dân có thể sử dụng thông tin này để cho thấy sự thay đổi của cây trồng theo thời gian, do đó cho thấy nơi có thể có một số "điểm khó khăn". Điều này chứng tỏ là một lợi ích quan trọng bởi vì bằng cách xác định những điểm rắc rối này, nông dân có thể cố gắng cải thiện công tác quản lý cây trồng và cải thiện sản lượng cây trồng của họ .

## An toàn hàng không
Là một phần của công nghệ mới nổi thì quy tắc an toàn trong sử dụng UAV còn đang ở tình trạng chưa hoàn thiện, đặc biệt là ở các nước chưa phát triển.
Các đe dọa mất an toàn trực tiếp liên quan đến sự cố khi bay thì bị rơi, có thể gây tai nạn thương tích, chết người hoặc cháy nổ. Nguy cơ này càng tăng khi UAV bay trên vùng trang trại rộng, được sử dụng nhiều lần nhưng bảo dưỡng không đảm bảo chất lượng. Ngoài ra UAV có thể bị mất kiểm soát hoặc bị cướp quyền điều khiển (hacked), rồi bay vào các vùng nhạy cảm như vùng cất hạ cánh của máy bay . Va chạm drone với máy bay đã từng xảy ra, lần đầu tiên được ghi nhận năm 2017 ở Canada .
Tại Hoa Kỳ khi drone bắt đầu sử dụng trong nông nghiệp, Cục Hàng không Liên bang (viết tắt là FAA, Federal Aviation Administration) lúc đầu đã khuyến khích nông dân sử dụng công nghệ mới này để hỗ trợ theo dõi hoạt động trang trại. Tuy nhiên, với sự bùng nổ thành công của drone, FAA đã nhanh chóng rút lại lời khuyến khích đó cho đến khi có thể đưa ra các quy tắc và quy định. Với nhiều sự cố như drone rơi vào bụi cây, FAA và AFBF (American Farm Bureau Federation) đã cùng nhau hình thành các quy định về cho phép sử dụng drone hoạt động một cách an toàn và hiệu quả trong nông nghiệp. Sự cộng tác giữa AFBF với FAA trong việc điều chỉnh một số hạn chế đã được thực hiện, dẫn đến ngành nông nghiệp có thể sử dụng máy móc mới này một cách an toàn.

## An ninh xã hội
Liên quan đến an ninh và đạo đức xã hội là việc dùng UAV xâm phạm đến quyền riêng tư của các thành viên xã hội khác, đặc biệt là sử dụng UAV để do thám hoạt động của trang trại cạnh tranh.
Thông thường chủ quyền không gian của một thực thể được giới hạn ở độ cao nào đó, ví dụ trang trại tư nhân giới hạn ở cỡ trăm mét. Các UAV bay cao hơn và dùng thiết bị quan sát tinh vi hơn có thể nhòm ngó đối thủ mà vẫn tránh được các rắc rối về pháp luật, và điều này đang được DigitalGlobe hay Google Earth thực hiện trên toàn cầu.